# Jerzy Szczakiel
Jerzy Szczakiel (ur. 28 stycznia 1949 w Grudzicach, zm. 1 września 2020 w Opolu) – polski żużlowiec.
Wychowanek Kolejarza Opole. Pierwszy polski indywidualny mistrz świata (1973). W 2010 jego sukces powtórzył Tomasz Gollob, a w 2019, 2020, 2022, 2023 i 2024 Bartosz Zmarzlik.

## Życiorys

### Kariera sportowa
Jerzy Szczakiel jest absolwentem Zespołu Szkół Mechanicznych w Opolu. Karierę żużlową rozpoczął w 1967 w Kolejarzu Opole, z którym był związany przez całą karierę i szybko zaczął odnosić sukcesy w tej dyscyplinie sportu: w 1969 wygrał Turniej o Srebrny Kask, zadebiutował w finale indywidualnych mistrzostw Polski 1969 w Rybniku, które zakończył na 5. miejscu oraz wygrał z Kolejarzem Opole II ligę i awansował do pierwszej ligi, a sezon później zajął z drużyną 3. miejsce w pierwszej lidze.
Rok 1971 był jednym z najlepszych w karierze Jerzego Szczakiela. 11 lipca 1971 na Stadionie Miejskim w Rybniku wraz z Andrzejem Wyglendą zdobył mistrzostwo świata par, na tym samym stadionie zdobył indywidualne wicemistrzostwo Polski oraz zadebiutował w finale indywidualnych mistrzostw świata w szwedzkim Göteborgu, które zakończył na 15. miejscu bez zdobyczy punktowej, a także zajął 3. miejsce w Turnieju o Złoty Kask oraz 2. miejsce w Memoriale Alfreda Smoczyka. Rok później, w 1972 w Lesznie został młodzieżowym indywidualnym wicemistrzem Polski. 
2 września 1973 na Stadionie Śląskim w Chorzowie odniósł swój największy sukces w karierze – po 20 biegach finału indywidualnych mistrzostw świata 1973 z 13 punktami niespodziewanie prowadził w tabeli wraz z utytułowanym nowozelandzkim żużlowcem Ivanem Maugerem, w związku z czym o rozstrzygnięciu finałowego turnieju zdecydował dodatkowy bieg, w którym zachodnioniemiecki sędzia Georg Traunspurger zbyt szybko puścił taśmę i na starcie Mauger „zaspał”, jednak na drugim łuku drugiego okrążenia zbliżył się do Szczakiela i zaatakował go od wewnętrznej. Zaliczył jednak upadek, i pomimo iż leżał na torze (wokół niego znajdowało się kilka osób z obsługi technicznej), Szczakiel kontynuował bieg i objechał ostatnie dwa okrążenia i po tych niecodziennych okolicznościach został pierwszym polskim indywidualnym mistrzem świata. Sukces ten dał Szczakielowi 3. miejsce w Plebiscycie Przeglądu Sportowego 1973, w którym zdobył 753 552 głosy.
Potem nie odnosił już większych sukcesów, poza brązowym medalem drużynowych mistrzostw świata 1974 na Stadionie Śląskim w Chorzowie wraz z Janem Muchą, Zenonem Plechem i Andrzejem Jurczyńskim, drugim miejscem Turnieju o Puchar Rybnickiego Okręgu Węglowego 1974 oraz zwycięstwem w Turnieju o Łańcuch Herbowy Miasta Ostrowa Wielkopolskiego 1975. Karierę zakończył w 1979.

### Po zakończeniu kariery
Po zakończeniu kariery żużlowej próbował swoich sił w roli trenera, a od 2002 corocznie na torze w Opolu organizował turniej żużlowy „Mistrz Świata Jerzy Szczakiel zaprasza”.
Bez powodzenia kandydował z listy Polskiego Stronnictwa Ludowego w wyborach samorządowych w 2014 i 2018 do sejmiku województwa opolskiego oraz w wyborach parlamentarnych w 2015 do Sejmu.

### Śmierć
Jerzy Szczakiel zmarł 1 września 2020 roku. Msza święta pogrzebowa odbyła się w kościele Matki Boskiej Fatimskiej w Opolu-Grudzicach. Żużlowiec został pochowany na cmentarzu parafialnym w Opolu-Grudzicach.

## Starty w lidze
- Liga polska
  - Kolejarz Opole (1967–1979)

## Osiągnięcia
Indywidualne Mistrzostwa Świata
- 1971 –  Göteborg – 15. miejsce – 0 pkt
- 1973 –  Chorzów – 1. miejsce – 13+3 pkt

Drużynowe Mistrzostwa Świata
- 1974 –  Chorzów – 3. miejsce

Mistrzostwa Świata Par
- 1971 –  Rybnik – 1. miejsce

Indywidualne Mistrzostwa Polski
- 1969 –  Rybnik – 5. miejsce
- 1970 –  Gorzów Wielkopolski – 8. miejsce
- 1971 –  Rybnik – 2. miejsce
- 1976 –  Gorzów Wielkopolski – 6. miejsce

Młodzieżowe Indywidualne Mistrzostwa Polski
- 1968 –  Leszno – 6. miejsce
- 1972 –  Leszno – 2. miejsce

Drużynowe mistrzostwa Polski
- 1970 – 3. miejsce

Złoty Kask
- 1970 – 6. miejsce
- 1971 – 3. miejsce
- 1973 – 4. miejsce
- 1976 – 9. miejsce
- 1977 – 22. miejsce

Srebrny Kask
- 1967 – 13. miejsce
- 1968 – 7. miejsce
- 1969 – 1. miejsce

## Inne ważniejsze turnieje
Memoriał Alfreda Smoczyka w Lesznie
- 1971 – 2. miejsce – 12 pkt
- 1974 – 5. miejsce – 11 pkt

Turniej o Puchar Rybnickiego Okręgu Węglowego
- 1969 – 7. miejsce – 7 pkt
- 1970 – 6. miejsce – 9 pkt
- 1973 – 8. miejsce – 9 pkt
- 1974 – 2. miejsce – 13 pkt

Turniej o Łańcuch Herbowy Miasta Ostrowa Wielkopolskiego
- 1975 – 1. miejsce

## Upamiętnienie
Imieniem Jerzego Szczakiela nazwano rondo na skrzyżowaniu obwodnicy Opola i ul. Strzeleckiej.
Na motywach jego biografii powstał film fabularny Poza układem, nakręcony w 1977.